# Stepan Spandarjan
Stepan Soerenovitsj Spandarjan (Russisch: Степан Суренович Спандарян; Moskou, 2 april 1906 – Moskou, 1987) is een voormalig professioneel basketbalspeler en basketbalcoach. Hij werd meester in de sport van de Sovjet-Unie in 1943 en werd Geëerde Coach van de Sovjet-Unie in 1957.

## Carrière als speler
Spandarjan begon zijn carrière in 1923 bij KIM Moskou. In 1927 ging hij naar Dinamo Moskou. In 1937 werd hij met die club als speler-coach landskampioen van de Sovjet-Unie. In 1940 stopte hij met basketbal.

## Carrière als coach
Spandarjan begon zijn carrière als coach in 1947 bij het herenteam van Dinamo Moskou. Met Dinamo won hij het landskampioenschap van de Sovjet-Unie in 1948. In 1948 stapte hij over naar het vrouwenteam van Dinamo Moskou. Met Dinamo won hij in 1949 de USSR-Cup. Ook werd hij hoofdcoach bij het nationale team van de Sovjet-Unie. Met de Sovjet-Unie won hij vier keer goud op de Europese kampioenschappen, in 1951, 1957, 1959 en 1961. Ook won hij drie keer de zilveren medaille op de Olympische Spelen, in 1952, 1956 en 1960. In 1959 was de Sovjet-Unie dicht bij het winnen van het wereldkampioenschap, maar om politieke redenen weigerde het land naar buiten te komen voor de wedstrijd tegen een team uit Taiwan en werd gediskwalificeerd. In 1965 werd Spandarjan coach van Chili maar hij stopte in 1966. Hij ontving Orde van de Rode Vlag van de Arbeid.

## Privé
Begin jaren veertig nam hij deel aan de Grote Vaderlandse Oorlog. Voor zijn militaire verdiensten ontving hij de Orde van de Rode Ster. Hij was getrouwd met Sovjetatlete en basketbalspeelster Ella Mitsis.

## Erelijst
- Landskampioen Sovjet-Unie: 1
  - Winnaar: 1937